# 栗腹歌鸲
栗腹歌鸲（学名：Larvivora brunnea）为鶲科歌鸲属的鸟类。分布于尼泊尔、不丹、印度、缅甸、斯里兰卡以及中国大陆的甘肃、四川、陕西、云南、西藏等地，多栖息于海拔1000多米的林缘以及活动在常绿阔叶林下灌木丛间。该物种的模式产地在尼泊尔。

## 亚种
- 栗腹歌鸲指名亚种（学名：Larvivora brunnea brunnea）。该物种的模式产地在尼泊尔。[2]